# Parafia Matki Bożej Nieustającej Pomocy w Grajewie
Parafia pw. Matki Bożej Nieustającej Pomocy w Grajewie – rzymskokatolicka parafia, należąca do dekanatu Grajewo, diecezji łomżyńskiej, metropolii białostockiej.

## Historia
1 września 1984 roku dekretem ks. biskupa Juliusza Paetza został skierowany do Grajewa z obowiązkiem budowy nowego kościoła ks. Stanisław Łatwajtys. Decyzja władz państwowych  na budowę  tymczasowej kaplicy została wydana 18 maja 1987 roku.  Z terytorium parafii pw. Trójcy Przenajświętszej w Grajewie 30 sierpnia 1987 roku został utworzony samodzielny ośrodek duszpasterski przy  zbudowanej drewnianej kaplicy. 27 czerwca 1989 roku została erygowana parafia pw. MB Nieustającej Pomocy przez ks. bp łomżyńskiego Juliusza Paetza. 

## Miejsca święte
Kościół parafialny
W latach 1988–2000 staraniem ks. prob. Stanisława Łatwajtysa został zbudowany i wyposażony kościół (murowany) pw. MB Nieustającej Pomocy według projektu prof. Tadeusza Zipsera z Wrocławia .
Świątynia została konsekrowana 1 października 2000 roku przez ordynariusza łomżyńskiego Stanisława Stefanka.
Cmentarze
Parafia nie posiada własnego cmentarza grzebalnego. Korzysta z cmentarza komunalnego oraz z cmentarza parafii pw. Trójcy Przenajświętszej w Grajewie.
Plebania
Plebania została wybudowana w roku 1990.

## Duszpasterze
Proboszczowie
- ks. prał. Stanisław Łatwajtys (1989–2015)
- ks. Janusz Strzelczyk (2015–2018)
- ks. Antoni Wróblewski (2018–nadal)

Powołania kapłańskie z terenu parafii
- ks. Jerzy Dembiński (1986),
- ks. Zygfryd Żebrowski (1987),
- ks. Jacek Schneider (1990),
- ks. Cezary Ladziński (1994),
- ks. Artur Michalak (1999),
- ks. Krzysztof Szakiel (1999),
- ks. Wojciech Nitkowski (2000),
- ks. Robert Ratomski (2000),
- ks. Tomasz Olszewski (2006).

## Obszar parafii
W granicach parafii znajdują się miejscowości
- Danówek (2 km),
- Dybła (8),
- Kacprowo (3),
- Koszarówka (1),
- Koty-Rybno (3),
- Łamane Grądy (6),
- Łękowo (3),
- Mareckie (5),
- Pieńczykówek (6),
- Ruda (7),
- Szymany (3),
- Wierzbowo (5),
- Wojewodzin (4).

oraz ulice w Grajewie
- Elewatorska,
- Geodetów,
- Konstytucji 3 Maja
(do nr 11),
- Koszarowa,
- Kościelna,
- Krasickiego,
- Nowoosiedle,
- Osiedle Południe
(bez nr 1-8,10-12,14,15)
- Pogodna
- Przemysłowa,
- 9 Pułku Strzelców Konnych,
- Grota Roweckiego,
- Spokojna,
- Szpitalna,
- Topolowa,
- Wiórowa,
- Wojska Polskiego.